# Козодавлев, Осип Петрович
Осип Петрович Козода́влев (29 марта (9 апреля) 1754 — 24 июля (5 августа) 1819) — деятель Русского Просвещения, сенатор (08.12.1799), действительный тайный советник (20.02.1818), в 1810—1819 годах — министр внутренних дел Российской империи.

## Биография
Происходил из небогатого рода Козодавлевых. На четвёртом году жизни потерял отца Петра Осиповича (1725—1757), служившего в конногвардейском полку. Мать Агафья Григорьевна, двоюродная племянница императрицы Елизаветы Петровны, восьми лет от роду смогла определить сына в пажи.
Сестра отца Анна Осиповна Бобрищева-Пушкина, пользовавшаяся благосклонностью ещё Анны Иоанновны и занимавшая игуменьины покои в Смольном монастыре, исходатайствовала 15-летнему Осипу позволения отправиться в Лейпцигский университет в компании Радищева и ещё 11 молодых дворян. Там он прослушал курс юридических наук и получил под руководством Платнера и Геллерта вкус к литературным занятиям.
С 1783 года Козодавлев состоял советником при директоре императорской академии наук Е. Р. Дашковой. Активно занимался литературной деятельностью (см. ниже). В 1784—86 гг. заведовал народными училищами Санкт-Петербургской губернии. В 1787 г. представил на рассмотрение Екатерины II проект университетского устава, где в дополнение к существующему Московскому университету предлагал открыть ещё три — в Пскове, Чернигове и Пензе.
При Павле I назначен обер-прокурором 3-го департамента Сената (1797). В качестве директора Герольдии (1800) курировал издание «Общего Гербовника дворянских родов Российской империи». После воцарения Александра I назначен в члены Комиссии по пересмотру уголовных дел. Репутацию одного из самых либеральных деятелей того времени, «нового Гракха», укрепило гуманное решение дела о раскольниках Филиппова согласия.

В 1808 году по просьбе князя А. Б. Куракина отправлен в Саратов принять меры против открывшейся там повальной болезни, заодно проездом обозрел состояние Пензенской губернии и по возвращении был назначен товарищем Куракина в министерство внутренних дел. Два года спустя занял его место и возглавил министерство, которое тогда ведало преимущественно вопросами промышленности и торговли (ибо существовало отдельное министерство полиции). По этому поводу Н. М. Лонгинов писал графу С. Р. Воронцову:
Козодавлев, министр внутренних дел, подлейший из подлецов, знающий порядок и течение обыкновенных дел и ничего никогда не значивший... Князь Куракин его вывел в люди, и когда просил себе в товарище по внутренним делам, государь сам сказал ему, что согревает змею за пазухой; однако, при вторичной просьбе его не отказал в этом выборе.
 Управление Козодавлева запомнилось «отсутствием всякой излишней регламентации, стремлением предоставить промышленности наибольшую степень свободы и покровительством русскому производству сравнительно с иностранным». Сохранял пост министра до самой кончины в июле 1819 года. Князь П. А. Вяземский писал из Петербурга:
Третьего дня схоронили мы Козодавлева. Многие жалеют о нем, а я жалею о том, что часто смеялся над ним, хотя совесть и не упрекает меня в несправедливости. Я узнал после, что он был добрый человек, а прежде видел в нём только придворного министра, который за все и за всех хватался, сперва, чтобы получить, а потом — удержать своё место. Он умер, как попросту говорят, христианской смертью: спокойно и в полной памяти; заботился только о семействе и поручал его сердцу государя, а любимых своих чиновников — князю Голицыну, который в самый день смерти долго говорил с ним, имея поручение от государя успокоить его заботливость об оставшихся ближних его.
Резкие отзывы князя Вяземского и Лонгинова о Козодавлеве подтверждаются в некоторой степени свидетельствами и других современников, обвинявших Козодавлева в чрезмерном стремлении к почестям, корыстолюбии, бесхарактерности и малодушии. Таковы были отзывы графа С. P. Воронцова, И. И. Дмитриева, Державина, Карамзина и Вигеля, который вместе с тем называл Козодавлева и добрейшим человеком, не знавшим ни злобы, ни зависти. Пушкин признавал в Козодавлеве «совершенное бессилие и несчастную посредственность». Как помещик Козодавлев пользовался славой гуманного человека и немало сделал для своих собственных крепостных. Курировал реализацию указа о вольных хлебопашцах.

## Награды
- Орден Святого Александра Невского (15 мая 1808),
- Орден Святой Анны 1-й степени (26 декабря 1799),
- Орден Святого Владимира 3-й степени (1795),
- Орден Святого Иоанна Иерусалимского, командорский крест (1800)[11].

## Литературные занятия
По поручению княгини Дашковой, у которой он служил советником, молодой Козодавлев подготовил первое собрание сочинений Ломоносова. В 1783 году вступил в основанную княгиней Российскую академию.
В 1783—1784 гг. редактировал журнал «Собеседник любителей российского слова», в котором опубликовал державинскую оду «К Фелице». Там же помещал и собственные стихотворные опыты, заслужившие высокую оценку Н. А. Добролюбова. Когда распределяли работы по составлению Академического словаря, принял на себя собирание слов на букву «С». Помимо стихов на случай, сочинил комедию «Нашла коса на камень» на сюжет из Лафонтена. В начале 1780-х годов на русской сцене шли переведённые им пьесы Гёте «Клавиго» и Энгеля «Перстень».
В период руководства министерством внутренних дел издавал газету почтового департамента «Северная почта». Входил в число основных авторов этого нестандартного и весьма популярного издания:

В газете помещались известия об открытиях учёных, о научных путешествиях, о заседаниях учёно-литературных обществ, об открытии училищ и о библиотеках, о театре, о новых литературных произведениях. Печатались и корреспонденции как из-за границы, так и из провинции.

## Личная жизнь
Жена (с 11 мая 1785 года) — княжна Анна Петровна Голицына (16.10.1754—01.04.1820), дочь генерал-майора П. Я. Голицына, с 12 декабря 1816 года кавалерственная дама ордена св. Екатерины 2 степени; по словам А. Я. Булгакова — «очень приятная болтушка». Её родителям принадлежало под Москвой село Свиблово. Вигель рассказывает:

Осип Петрович и Анна Петровна родились в одном году и в одном городе; потом встретились, влюбились, женились и, наконец, в одном и том же году оба умерли. Сама природа приготовила их друг для друга, и судьба споспешествовала их соединению. Столь согласных и нежных супругов встретить можно было не часто; учению апостола касательно браков «да будет две плоти во едино» следовали они с точностью. Действительно они были как бы одно тело, из коего на долю одному достались кожа да кости, а другой мясо и жир. Каждый отдельно являлся более или менее дробью; только в приложении друг к другу составляли они целое. Оттого во всю жизнь ни на одни сутки они не разлучались; к счастью, Осип Петрович не был воин, не то Анна Петровна сражалась бы рядом с ним. Оба замечательны были одинаковым безобразием, и что ещё удивительнее, в обоих оно было не без приятности.
 В 1819 году была избрана президентом попечительного женского общества о тюрьмах. Умерла от водянки, похоронена рядом с мужем. Не имея своих детей, Козодавлевы воспитывали племянницу — княжну Анну Хилкову (1792—1868), бывшую в первом браке за князем С. Г. Щербатовым; во втором — за графом А. Н. Толстым. Во время приездов в столицу Булгаков часто бывал у гостеприимной четы Козодавлевых:

Какой он гриб старый! Точно Гейм, когда ему будет сто лет. <..> Икру красную подавал за столом особенно, как чудо какое, а полынковое вино бережёт для себя одного. Узнав, что люблю шампанское, славным меня потчевал. Вина его хороши очень, и ко всякому есть фразочка: это фаворитина Питта славного.